# François L'Yvonnet
François L'Yvonnet est un professeur de philosophie et éditeur français.

## Biographie

### Famille
François L’Yvonnet est le fils de Jacques L’Yvonnet, d’origine sino-bretonne, médecin de banlieue et de centrale. Dans son récit Un père comme un roman, son fils le qualifie « matador de la nuit », de « griot de mastroquet », de « saltimbanque du stéthoscope », ou de « Bernanos sans foi, ni loi ».

### Carrière
Il dirige la collection « Via Latina » aux Éditions Albin Michel et la série Philosophie des « Carnets » de L'Herne. Il co-dirige, aux éditions Descartes & Cie : la collection « Dé-coïncidence » (avec Marc Guillaume) et la collection "La litterature dérange la philosophie" (avec Paul-Henri Moinet). Ami de Jean Baudrillard, il a publié avec lui un livre d’entretiens, lui a consacré un essai et dirigé le Cahier de L'Herne qui lui a été dédié. Il a co-dirigé (avec Françoise Gaillard) le colloque de Cerisy, en août 2019 : « Jean Baudrillard, l'intelligence du temps qui vient ». Avec le prospectiviste Thierry Gaudin, il a publié L'Avenir de l'Esprit et Discours de la méthode créatrice.
Il a aussi publié des études consacrées à Louis Massignon, Paul Claudel, Léon Bloy, George Steiner, Ernst Jünger, Simone Weil et François Jullien.
Ã la fin des années 1980 et au début des années 1990, il fréquente beaucoup Marc-Édouard Nabe notamment à cause de leur passion commune pour Notre-Dame-de-la-Salette. Leur relation est évoquée dans le tome IV du journal de Nabe intitulé Kamikaze.
François L'Yvonnet est membre de l’Académie de la Latinité (fondée à Rio de Janeiro par Candido Mendes, Jean Baudrillard, Edgar Morin, Alain Touraine, Gianni Vattimo, Carlos Fuentes, Gabriel García Márquez, Augusto Roa Bastos et José Saramago),.
Il est membre du conseil scientifique de la « Chaire Edgar Morin de la Complexité » à l'ESSEC,. Membre associé de la Chaire sur l'Altérité à la Fondation Maison des Sciences de l'Homme (FMSH) à Paris. Et membre du conseil scientifique de l'Université populaire du sport (INSEP).

## Publications

### Essais
- Simone Weil, Paris, ADPF, Ministère des Affaires étrangères, 2000, 42 p. (ISBN 2-911127-73-0, BNF 37183457).
- Homo Comicus ou l'intégrisme de la rigolade, Paris, Mille et Une Nuits, 2012, 71 p. (ISBN 978-2-7555-0651-8, BNF 42634765)[8].
- L'Effet Baudrillard, l'élégance d'une pensée, Paris, éd. François Bourin, 2013, 91 p. (ISBN 979-10-252-0004-9, BNF 43715091).
- Simone Weil, l'Altissime, Paris, Lemieux éditeur, coll. « Monde d'Idées », 2015, 118 p. (ISBN 978-2-37344-037-9).
- Apologie d'Ernst Jünger, Paris, Lemieux éditeur, coll. « Monde d'Idées », 2017, 154 p. (ISBN 978-2-37344-104-8).
- François Jullien, une aventure qui a dérangé la philosophie, Grasset, 2020, 213 p. (ISBN 978-2-246-81921-9, lire en ligne).
- Edgar Morin, abécédaire, Descartes & Cie, 2024, 190 p. (ISBN 978-2844-463807)

### Récit
- Un père comme un roman, Paris, Descartes & Cie, 2023 (ISBN 978-2844463746)[1].

### Entretiens
- Jean Baudrillard, D’un fragment l’autre : entretiens, Paris, Albin Michel, 2001, 167 p. (ISBN 2-226-12773-9, BNF 37707963)[9],[10]
- Thierry Gaudin, L'Avenir de l'esprit : prospectives : entretiens, Paris, Albin Michel, 2001, 342 p. (ISBN 2-226-12618-X, BNF 37648146, lire en ligne).
- Thierry Gaudin, Discours de la méthode créatrice, Gordes, Le Relié, coll. « Ose savoir », 2003, 172 p. (ISBN 2-909698-88-2, BNF 39114015).
- Candido Mendes, François L'Yvonnet et Alain Touraine (préface), Le Défi de la différence : entretiens, Paris, Albin Michel, 2006, 165 p. (ISBN 2-226-17106-1, BNF 40234926). Prix du Rayonnement de la langue et de la culture françaises décerné par l'Académie française en 2007.
- André Comte-Sponville, C'est chose tendre que la vie : entretiens, Paris, Albin Michel, 2015, 537 p. (ISBN 978-2-226-31489-5). Le Livre de Poche, no 34558, 2017  (ISBN 978-2-253-13212-7)[11].
- Jean-Pierre Changeux, Le Beau et la splendeur du vrai : entretiens, Paris, Albin Michel, 2023, 352 p. (ISBN 978-2-226-47678-4).

#### Collection «Homo ludens»
Aux éditions Le Cherche midi / INSEP
- Le sport fait-il évoluer l'humanité ?, entretien avec Yves Coppens, Paris, coll. « Homo Ludens », 2020, 80 p. (ISBN 978-2-749166414).
- Mes profs de gym m'ont appris à penser, entretien avec Michel Serres, Paris, coll. « Homo Ludens », 2020, 96 p. (ISBN 978-2-749165875).
- Le sport porte en lui le tout de la société, entretien avec Edgar Morin, Paris, coll. « Homo Ludens », 2020, 64 p. (ISBN 978-2-749165134).

Aux éditions Robert Laffont / INSEP
- Que le meilleur gagne !, entretien avec André Comte-Sponville, Paris, coll. « Homo Ludens », 2021, 96 p. (ISBN 978-2221253175).
- L'Esprit du corps, entretien avec Étienne Klein, Paris, coll. « Homo Ludens », 2021, 96 p. (ISBN 978-2221253724).
- Le Sport est la propagande du progrès, entretien avec Paul Virilio, Paris, coll. « Homo Ludens », 2022, 96 p. (ISBN 978-2221253717).
- Sport, je t'aime moi non plus, entretien avec Robert Redeker, Paris, coll. « Homo Ludens », 2022, 96 p. (ISBN 978-2221253762).
- Le Sport est-il un jeu ?, entretien avec Philippe Descola, Paris, coll. « Homo Ludens », 2022, 80 p. (ISBN 978-2221264454).

#### Collection «Penser le sport»
Aux éditions Amphora / INSEP
- Le Loisir, c'est du boulot, préface et entretien avec Paul Yonnet, Paris, coll. « Penser le sport », 2023, 84 p. (ISBN 978-2757605684).
- Sport, l'emprise occidentale, entretien avec Jean-Pierre Augustin, Paris, coll. « Penser le sport », 2023, 84 p. (ISBN 978-2757605691).
- À corps perdu, entretien avec David Le Breton, Paris, coll. « Penser le sport », 2023, 84 p. (ISBN 978-2757605677).
- Champion le cerveau, entretien avec Alain Berthoz, Paris, coll. « Penser le sport », 2023, 120 p. (ISBN 978-2757605677).

#### Hors-collection
Aux éditions du Cerf / INSEP
- Le Dieu du sport, préface et entretiens avec Ghaleb Bencheikh, Emmanuel Falque, Marc-Alain Ouaknin, Paris, 2024, 200 p. (ISBN 978-2204156707).

### Direction d'ouvrages
- Avec François Angelier et D. Bourel, Louis Massignon, mystique en dialogue, Gordes/Paris, Albin Michel, coll. « Question de », 1992, 257 p. (ISBN 2-226-05974-1, BNF 37664620).
- Le Mal, Paris, Albin Michel, coll. « Question de », 1996, 288 p. (ISBN 978-2-226-08705-8, OCLC 263161412).
- D’un millénaire à l’autre : la grande mutation, Paris, Albin Michel, 2000, 251 p. (ISBN 2-226-11129-8, BNF 37180425).
- Simone Weil, le grand passage, Paris, Albin Michel, 2006, 279 p. (ISBN 978-2-226-17297-6, BNF 40930653).
- Regards sur le sport (avec Benjamin Pichery), Paris, Le Pommier-INSEP, 2010, 255 p. (ISBN 978-2-7465-0484-4).
- Art et concepts : Chantier philosophique de François Jullien : Ateliers d'artistes, Paris, PUF, 2020, 286 p. (ISBN 978-2-13-081668-3).
- Avec Marc Guillaume, L'Incommensurable, l'inouï et la vraie vie, Paris, Descartes & Cie, 2023, 144 p. (ISBN 978-2844463661)
- Avec Marc Guillaume, Pratiques de la dé-coïncidence, L'Observatoire, 2023 (ISBN 979-1032926253, BNF 43758415).

#### Aux Cahiers de l'Herne
- Jean Baudrillard, Paris, L'Herne, coll. « Cahiers de l'Herne », 2005, 327 p. (ISBN 2-85197-146-8, BNF 39930408).
- Avec Christiane Frémont, Michel Serres, Paris, L'Herne, coll. « Cahiers de l'Herne », 2010, 317 p. (ISBN 978-2-85197-155-5, BNF 42285214).
- Avec Emmanuel Gabellieri, Simone Weil, L'Herne, coll. « Cahiers de l'Herne », 2014 (BNF 43758415).
- Edgar Morin, Paris, L'Herne, coll. « Cahiers de l'Herne », 2016, 271 p. (ISBN 978-2-85197-184-5).
- Avec Daniel Bougnoux, François Jullien, Paris, L'Herne, coll. « Cahiers de l'Herne », 2018, 247 p. (ISBN 978-2-85197-196-8).
- André Comte-Sponville, Paris, L'Herne, coll. « Cahiers de l'Herne », 2020, 271 p. (ISBN 979-10-319-0262-3)[12].

### Édition
- Platon, Maurice Croiset (traduction) et François L'Yvonnet (introduction et notes) (trad. du grec ancien), Apologie de Socrate, Paris, Les Belles lettres, coll. « Classiques en poche, bilingue », 2003, 82 p. (ISBN 2-251-79972-9, BNF 39063843).
- (la) Sénèque, F. Préchac (texte établi par), H. Noblot (traduction) et François L'Yvonnet (introduction et notes) (trad. du latin), Lettres à Lucilius : livres III et IV, Paris, Les Belles lettres, coll. « Classiques en poche, bilingue », 2007, 121 p. (ISBN 978-2-251-79992-6, BNF b40995954h).
- (la) Suétone, Henri Ailloud (traduction) et François L'Yvonnet (trad. du latin), Vie des douze césars : César, Auguste, Paris, Les Belles lettres, coll. « Classiques en poche, bilingue », 2008, 267 p. (ISBN 978-2-251-79994-0, BNF 42170150).
- Louis Massignon, Écrits mémorables, édition établie et annotée sous la direction de Christian Jambet par François Angelier, François L'Yvonnet et Souâd Ayada, 2 volumes sous coffret, Robert Laffont, coll. « Bouquins », 2009  (ISBN 9782221105726 et 9782221106563) (BNF 42001182).
- Platon, George Steiner (préface, « La Nuit du Banquet », entretien avec François L'Yvonnet), Paul Vicaire (traduction) et François L'Yvonnet (notes) (trad. du grec ancien), Le Banquet, Paris, Les Belles Lettres, coll. « Classiques en poche, bilingue », 2010, 174 p. (ISBN 978-2-251-80012-7, BNF 42155834).

## Filmographie
- Montparnasse éditions, 5 DVD, 2015, réalisation B. Pichery : entretiens avec Michel Onfray, Boris Cyrulnik, Alain Finkielkraut, Paul Ariès, Robert Redeker.